# 阿薩庫阿爾帕
阿薩庫阿爾帕（西班牙語：Azacualpa），是洪都拉斯的城鎮，位於該國西北部，由聖巴巴拉省負責管轄，面積10.01平方公里，海拔高度565米，2007年人口1,136，人口密度每平方公里113.49人。
14°43′N 88°6′W / 14.717°N 88.100°W